# وادی موجب
وادی موجب (عربی: محمية الموجب) که نام تاریخی آن اَرنون بود، رودی است در اردن که در سحطی ۴۱۰ متر زیر سطح دریاهای آزاد به دریای مرده می‌ریزد. دریاچه سد موجب در کوهستان خاور دریای مرده، در حدود ۹۰ کیلومتری جنوب شهر امان واقع شده‌است.

## جانوران
به‌جز پرندگان ساکن در این وادی، این منطقه هم‌چنین از ایستگاه‌های امن برای کوچ شمار فراوانی از پرندگان است که از دره بزرگ آفریقا به شمال خاوری اروپا می‌روند.
پرندگان زیر را می‌توان در وادی موجب مشاهده کرد:
- هما (Gypaetus barbatus)
- کرکس مصری (Neophron percnopterus)
- دال (Gyps fulvus)
- پیغو (Accipiter brevipes)
- دلیجه کوچک (Falco naumanni)
- شاهین دودی (Falco concolor)
- کبک شنزار (Ammoperdix heyi)
- جغد طلایی (Strix butleri)
- چکچک دم‌سفید (Oenanthe monacha)
- دم‌سیاه (Cercomela melanura)
- لیکوی عربی (Turdoides squamiceps)
- زردپره راه‌راه (Emberiza striolata)
- سهره گلی (Bucanetes githagineus)
- گنجشک رودخانه‌ای (Passer moabiticus)
- سار تریسترام (Onychognathus tristramii)[۱]

گوشت‌خواران زیادی نیز در نقاط سبز این وادی زندگی می‌کنند که از آن جمله است کفتار راه‌راه و گرگ سوری. یکی از مهم‌ترین حیوانان وادی موجب بز کوهی نوبه‌ای است، حیوانی بزرگ‌جثه که شکار بی‌رویه بقای نسل آن را تهدید می‌کند.
سراسرنمایی از مسیر رود وادی موجب: